# Sano ibuki
Sano ibuki（さの いぶき、1996年〈平成8年〉7月7日 - ）は、日本の男性シンガーソングライター。岐阜県出身。所属レーベルはUNIVERSAL MUSIC内のレーベルであるEMI Records。

## 略歴
幼少期に父親がファンだったマイケル・ジャクソンを聴いたことをきっかけにスティーヴィー・ワンダー、アース・ウィンド・アンド・ファイアーなどに触れる。
2015年、上京し配信活動を中心に活動を始める。
2017年本格的に活動開始。コンテスト「出れんの!?サマソニ!?」応募総数3600組の中から「フジソニック賞」及び「CREATIVEMAN賞」を受賞。同年8月19日の音楽フェスティバル「SUMMER SONIC」SONIC STAGEにオープニングアクトとして出演を果たした。
自主制作音源「魔法」がタワーレコード新宿店バイヤーの耳に留まり、同店限定シングルとして急遽期間限定販売。
2018年に初の全国流通盤となる1stミニアルバム「EMBLEM」を発売し、2019年に1stフルアルバム『STORY TELLER』でEMI Recordsよりメジャーデビュー。翌月、アニメ映画「ぼくらの7日間戦争」に書き下ろした主題歌3曲「決戦前夜/おまじない/スピリット」収録の1st Singleを発売。
2021年7月には映画「滑走路」の主題歌「紙飛行機」、ドラマ「ソロ活女子のススメ」のオープニングテーマ「Genius」などを収録した2ndアルバム「BREATH」を発表。ミュージックビデオの監督および編集を自身で担当して映像クリエイターとしての才能も発揮した。
2022年は「ASAHI WHITE BEER」のタイアップソング「プラチナ」やテレビドラマ「高良くんと天城くん」のオープニング主題歌「twilight」、テレビアニメ「惑星のさみだれ」のエンディングテーマ「ZERO」を発表。繊細な歌声と叙情的な歌詞、幅広い楽曲で評価される。
2023年にはドラマ「ワンルームエンジェル」のエンディングテーマ「久遠」や「サブスク不倫」のオープニングテーマ「罰点万歳」を収録したミニアルバム「革命を覚えた日」を発表。
2024年にドラマ「ソロ活女子のススメ4」のエンディングテーマ「ミラーボール」などを収録した、約３年ぶりとなる2部作の3rdフルアルバム「BUBBLE」をリリースし、ワンマンライブ「Sano ibuki ONE-MAN LIVE "Euphoria"」を3都市で開催した。

## ディスコグラフィ

### シングル

#### 配信シングル
| 発売日         | タイトル       | 収録作品                | 備考                           |
| -------------- | -------------- | ----------------------- | ------------------------------ |
| 2018年6月15日  | スイマー       | EMBLEM                  | 先行配信                       |
| 2019年9月4日   | 革命的閃光弾   | STORY TELLER            | 先行配信                       |
| 2019年9月4日   | 滅亡と砂時計   | STORY TELLER            | 先行配信                       |
| 2020年3月24日  | emerald city   | SYMBOL / BREATH         | 先行配信                       |
| 2020年11月11日 | 紙飛行機       | BREATH                  |                                |
| 2021年3月17日  | あのね         | BREATH                  |                                |
| 2021年4月28日  | Genius         | BREATH                  |                                |
| 2022年5月10日  | プラチナ       | ZERO / BUBBLE           |                                |
| 2022年8月24日  | twilight       | ZERO / BUBBLE           |                                |
| 2022年10月12日 | ZERO           | ZERO / BUBBLE           | 先行配信                       |
| 2023年3月29日  | 眠れない夜に   | 革命を覚えた日          |                                |
| 2023年6月30日  | 下戸苦情       | 革命を覚えた日          |                                |
| 2023年8月18日  | 少年讃歌       | 革命を覚えた日          |                                |
| 2023年9月29日  | 罰点万歳       | 革命を覚えた日 / BUBBLE | 先行配信                       |
| 2024年1月31日  | 革命を覚えた日 | BUBBLE                  |                                |
| 2024年4月2日   | ミラーボール   | BUBBLE                  |                                |
| 2024年7月10日  | 快晴浪漫       | BUBBLE                  |                                |
| 2024年9月25日  | かりそめ       | BUBBLE                  | Sano ibuki + なるみや名義      |
| 2024年10月11日 | WITHOUT YOU    | 未収録                  | バッドフィンガーの楽曲のカバー |
| 2024年10月23日 | 三千世界       | BUBBLE                  | 先行配信                       |
| 2024年11月13日 | きっと ずっと  | BUBBLE                  | 先行配信                       |

## タイアップ
| 曲名                           | タイアップ                                                                       |
| ------------------------------ | -------------------------------------------------------------------------------- |
| 革命的閃光弾                   | J-WAVE『J-WAVE SONAR TRAX』 bayfm78 POWER PLAY(2019/10/14-11/3)                  |
| 決戦前夜 おまじない スピリット | アニメ映画『ぼくらの7日間戦争』主題歌 スペースシャワーTV「it!」(2019/11/24-12/8) |
| マリアロード                   | 映画『his』主題歌                                                                |
| 紙飛行機                       | 映画『滑走路』主題歌                                                             |
| Genius                         | テレビ東京系ドラマ『ソロ活女子のススメ』オープニング                             |
| プラチナ                       | ASAHI WHITE BEERタイアップソング                                                 |
| twilight                       | MBS系ドラマ『高良くんと天城くん』オープニングテーマ                              |
| ZERO                           | MBS/TBSアニメ『惑星のさみだれ』第2クールエンディングテーマ                       |
| 久遠                           | MBS系ドラマ『ワンルームエンジェル』エンディング主題歌                            |
| 罰点万歳                       | MBS系ドラマ『サブスク不倫』オープニング主題歌                                    |
| ミラーボール                   | テレビ東京系ドラマ『ソロ活女子のススメ4』エンディング                            |
| WITHOUT YOU                    | 映画『室井慎次 敗れざる者』『室井慎次 生き続ける者』挿入曲                       |

## 楽曲提供
- 三月のパンタシア
  - 「春嵐」(2024年2月23日配信)

作詞・作曲を担当。

## 出演
- 2024年11月2日 - フジテレビ「MUSIC FAIR」(WITHOUT YOUを歌唱)

## 主なライブ

### 出演イベント
2017年
- 01月27日 - 四谷天窓×Foi 共同企画 ～生誕祭とかやってみたかったんです。～
- 04月22日 - nanoha project.-四谷天窓Life-
- 06月02日 - Sadd9 フリーワンマンライブ
- 08月19日 - SUMMER SONIC 2017
- 08月31日 - 四谷天窓×京橋セブンデイズ交流企画『東西縁会-大阪編-』
- 09月15日 - 四谷天窓×京橋セブンデイズ交流企画『東西縁会-東京編-』
- 09月17日 - TOKYO CALLING 2017
- 09月26日 - HOT STUFF presents Ruby Tuesday 25
- 09月30日 - フジソニック2017
- 10月28日 - 武蔵野美術大学 芸術祭「オトトヒト 2017」[21]

2018年
- 03月10日 - J-WAVE(81.3FM)主催「J-WAVE TOKYO GUITAR JAMBOREE〜YOUNGBLOOD〜」※ゲストアクト
- 03月16日 - HOPE!
- 05月05日 - J-WAVE & Roppongi Hills present TOKYO M.A.P.S ～YOSHIKI MIZUNO EDITION～
- 06月02日 - SAKAE SP-RING 2018
- 06月16日 - あいみょん × 渋谷La.mama共同企画 「弾き語り-330-vol.5」

2019年
- 03月26日 - SPACE SHOWER NEW FORCE 2016→2019
- 04月04日 - CONTACT!! 006-SPRING EDITION-
- 04月20日 - 春の緑音祭り
- 09月11日 - 日食なつこ 対バンツアー 炎上交際3

2020年
- 03月26日 - Cheer up Night Vol.1 (中止)
- 07月09日 - Cheer up Night Vol.1 (振替公演) (中止)
- 09月11日 - GLICO LIVE "NEXT"
- 09月22日 - NIPPON CALLING 2020
- 12月11日 - FM802 Daiwa Sakura Aid FOR THE GENERATION SPECIAL LIVE

2021年
- 04月23日 - NORTH WAVE & WESS presents IMPACT ! XVII supported by アルキタ

2022年
- 3月17日 - TH・S DAY
- 4月15日 - Another Scene of Each
- 05月06日 - RED SPICE vol.4 Supported by Ruby Tuesday
- 11月19日 - Sano ibuki/mol-74

2023年
- 05月08日 - Midnight Rambler
- 06月06日 - LOOSE PLAY
- 07月06日 - Sano ibuki/YAJICO GIRL
- 09月05日 - Music has no borders Vol.71

2024年
- 04月04日 - 「LOOSE PLAY」at TOKIOTOKYO
- 04月13日 - FM NORTH WAVE & WESS PRESENTS IMPACT! XX supported by アルキタ
- 07月31日 - 「BONE WEEK WONDER’24」at TOKIO TOKYO
- 10月10日 - SPRINGMAN presents 発条燦々 vol.3